# Drive My Soul
«Drive My Soul» es el sencillo debut de la cantautora canadiense Lights de su EP homónimo. Fue lanzado como sencillo principal de su EP lanzado en 2008 en Canadá. El sencillo fue lanzado el 11 de marzo de 2008. La canción llegó hasta el puesto #18 en el Canadian Top 100. Más tarde fue incluido en su álbum debut, llamado The Listening, lanzado en 2009.

## Argumento y composición
La canción está compuesta por Lights, hecha con su keytar (sintetizador).
Habla sobre como sería la vida de LIGHTS sin él (alguien): Perdería el control, se volvería todo oscuro, estaría desesperada...
"Cuando te vayas, ¿perderé el control?, tú eres el único que conozco, ¿quién conducirá mi alma?"
La canción llegó al puesto número #18 en los Canadian Top 100 en octubre de 2008 y al puesto número #1 en los Canadian Countdown en Much More Music.
La canción salió en la serie de Mtv: The Hills
Jessie Cale hizo un cover de dicha canción.

## Premios y nominaciones
Canadian Radio Music Awards
| Año  | Trabajo nominado | Categoría                                            | Resultado |
| ---- | ---------------- | ---------------------------------------------------- | --------- |
| 2009 | Drive My Soul    | Best New Group/Solo Artist Hot AC of the Year        | Ganador   |
| 2009 | Drive My Soul    | Best New Group/Solo Artist Mainstream AC of the Year | Ganador   |

Indie Awards
| Año  | Trabajo nominado | Categoría                           | Resultado |
| ---- | ---------------- | ----------------------------------- | --------- |
| 2009 | Drive My Soul    | Astral Media Radio Favourite Single | Ganador   |
| 2010 | Drive My Soul    | Video of the Year                   | Nominado  |

## Video musical
El videoclip fue hecho y lanzado a finales del 2008. El videoclip consiste en una chica (LIGHTS) que está en la Tierra e intenta llegar hacia otro planeta en su nave espacial para estar con su chico (un astronauta). Para ello corre el peligro de poder estrellarse la nave y morir, pero aterriza y entre el humo sale LIGHTS yendo hacia su amor.
El video estuvo nominado en los Indie Awards del 2010 al "Mejor video del año" el cual en marzo de 2010 se supieron los resultados y no ganó.

## Posicionamiento
| Listas (2009)    | Posición |
| ---------------- | -------- |
| Canadian Hot 100 | 18       |